# Лощення

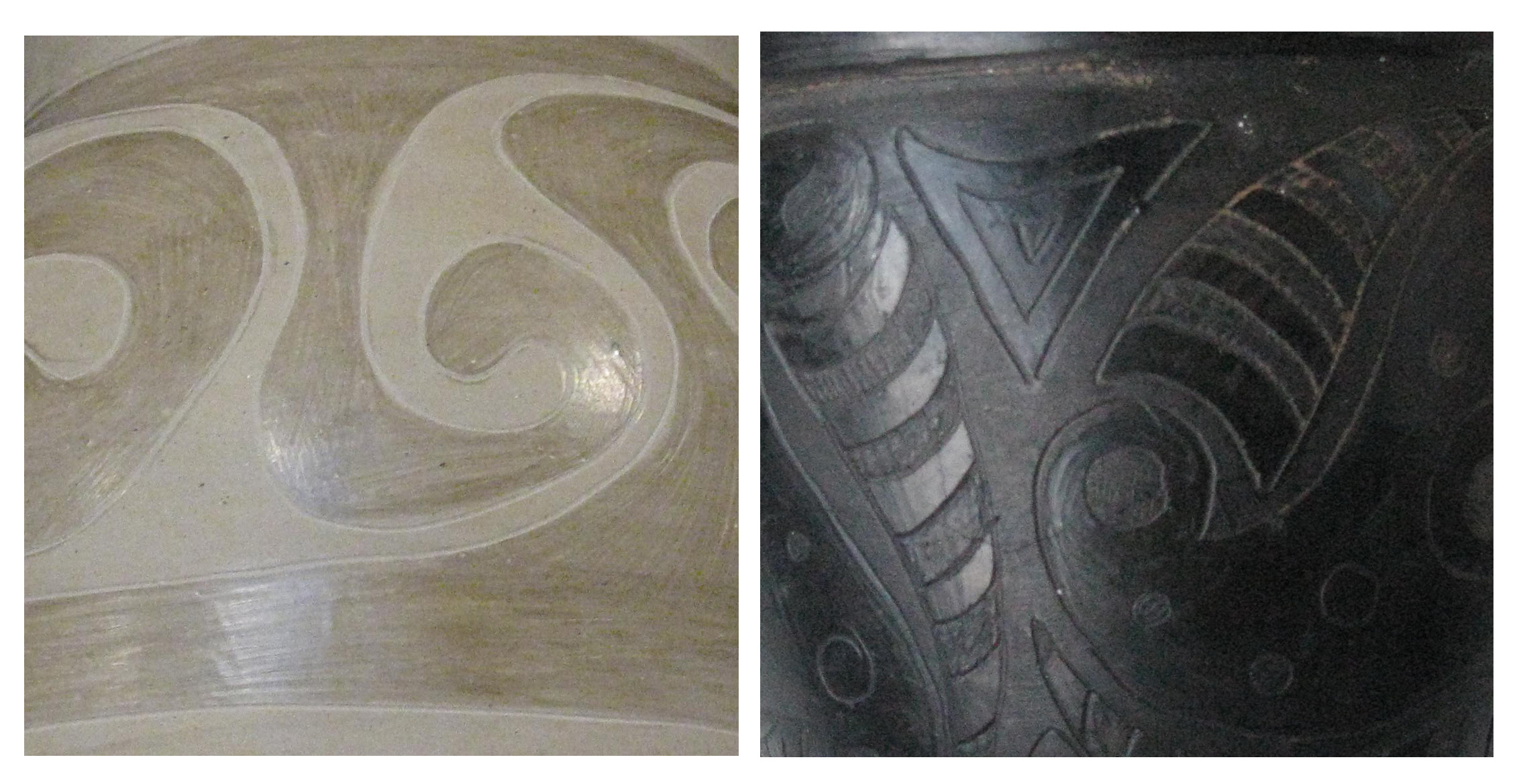
Лощення (полірування, гладження) невипалений та випалений черепок

Лощення (полірування, гладження) — спосіб декорування керамічних виробів. Найчастіше використовується для оздоблення димлених (чорних, сизих, сірих, обкурених, закурених, синіх) керамічних виробів.
Майстри черняхівської культури широко застосовували цей спосіб декорування. Побутова кераміка XIV — першої половини XVI в основному була сіра, яку або не декорували зовсім, або прикрашали «карбуванням» (тисненням). Починаючи з XVI століття, лощення стає найпоширенішим способом оздоблення димлених виробів.
Давні майстри виконували полірування виробів за допомогою шматочка кістки. Пізніше почали використовувати спеціальний камінець, або кусочок скла.
Найпоширенішим мотивом у лощенні були «сосонки» або «сітка», рідше зустрічаються рослинні композиції.
Окрім України, димлені вироби із застосуванням полірування виготовляли у Білорусі, Румунії, Словаччині, Чехії, Польщі. У Чехії окрім камінця полірували шматком грубої шкіри.